# Inga golfodulcensis
Inga golfodulcensis là một loài rau đậu thuộc họ Fabaceae.
Loài này có ở Costa Rica và có thể cả Colombia.